# Âventiure
Âventiure (mittelhochdeutsch; altfranzösisch aventure, avanture) ist eine zentrale Vorstellung der weltlichen, romanhaften Dichtung des Hochmittelalters.
Ausgehend von der Grundbedeutung „Zufall, Geschick“ (von lateinisch adventura „das, was geschehen wird/soll“) bezeichnet âventiure vor allem im Artusroman seit Chrétien de Troyes die Bewährungsproben, die der Held zu bestehen hat (vgl. das Strukturprinzip der Heldenreise). Der Zufall wird in diesen Romanen zum Teil eines Sinnzusammenhangs umgedeutet. Die âventiure [...] ist nicht mehr willkürliches Geschick, das dem Helden zustößt, sondern eine von ihm aus eigenem Antrieb gesuchte und durch wunderbare Fügung für ihn allein bestimmte gefahrvolle Bewährungsprobe. Die Erzählepisoden der âventiure – Zweikämpfe mit ritterlichen Standesgenossen oder ehrlosen (aber ebenbürtigen) Verbrechern, gefahrvolle Begegnungen mit geheimnisumwitterten Fabelwesen wie Riesen, Feen, Zauberern – bilden in Abfolge und motivlichen Bezügen untereinander die Struktur des Romans.
Âventiure gehört seit dem späten 12. Jahrhundert auch zum Vokabular der Selbstbeschreibung der Erzählkunst (Poetologie). Die deutschen Dichter bezeichnen so zum einen die literarischen Vorlagen, die ihnen meist aus Frankreich zukommen. Aber auch die (eigene) Erzählung als Ganzes kann als âventiure bezeichnet werden. Wolfram von Eschenbach lässt eine personifizierte Frau Aventiure als Dialogpartnerin des Erzählers auftreten (Parzival 433,1–434,10). Diesen selbstreflexiven Kunstgriff ahmen viele Dichter bis hin zu Hans Sachs nach.
Âventiure im Sinne von „Bauteil einer Erzählung“ erscheint bereits in den ältesten Handschriften des Nibelungenlieds als Überschrift für die einzelnen Handlungsabschnitte.
Im deutschen Spätmittelalter nimmt das Wort lautliche Formen wie affenteuer, ebenteuer, abenteuer an. Der neuhochdeutsche Begriff Abenteuer hat sich schließlich daraus entwickelt.